# فرانكلين كلارك
فرانكلين كلارك (بالإنجليزية: Franklin Clark)‏ هو سياسي أمريكي، ولد في 2 أغسطس 1801 في الولايات المتحدة، وتوفي في 24 أغسطس 1874 في نفس البلد. حزبياً، نشط في الحزب الديمقراطي. وقد انتخب عضو مجلس ولاية مين وانتخب عضو مجلس النواب الأمريكي.